# Alloeopage
Alloeopage là một chi bướm đêm thuộc họ Geometridae.

## Các loài
- Alloeopage cinerea (Warren, 1896)